# Лозенградська операція
Лозенградська операція (тур. Kırkkilise Muharebesi) — операція болгарських військ проти османської армії під час Першої Балканської війни, коли в жовтні 1912 року болгарська армія зайняла Киркларелі (болг. Лозенград). 

## Хід операції
Операція складалася з двох етапів — стягування військ до міста та його штурму.
Киркларелі мав важливе стратегічне значення. По-перше, це була ключова точка між Західною та Східною турецькими арміями, які слід було розділити. По-друге, взявши місто, Болгарія могла загрожувати Османській імперії наступом на Стамбул. 22 жовтня почалися бої за місто, і в ніч з 23 на 24 жовтня турки залишили його, стихійно відступивши до Стамбулу. Вранці болгарська армія без опору зайняла Киркларелі, але далі просуватись не стала.